# Butterfly Temple

«Butterfly Temple» (в пер. с англ. — «Храм бабочки») — российская рок-группа, играющая в стиле пейган-метал. Основана в 1995 году вокалистом Лесьяром (Алексей Агафонов), клавишником Авеном (Сергей Аванесов) и гитаристом Михаилом Шматко. В одной из рецензий канадского сайта Metal Observer о группе написали так: 
Butterfly Temple — это главная величина в российском фолк-металле, настолько доминирующая на родной сцене, что слушая любую славянскую фолк-металл группу невозможно не найти отголоски Butterfly Temple.

## История

### Предыстория (1991—1995)
История группы началась в 1991 году, когда трое ребят — вокалист Лесьяр, клавишник Авен и гитарист Майкл — решили создать собственный коллектив. С 1991 года по 1994 музыканты занимались воплощением и смешением разнообразных стилей и проектов, бросаясь из одной крайности в другую. В свободное от музицирования время они специально уезжали в подмосковные леса, чтобы насытиться атмосферой одиночества и создать что-либо необычное. После этого вся компания снимала фильмы, ставила радиопостановки и рисовала картины. Осенью 1994 года Лесьяр купил первую кассету с этикеткой Doom Metal и сразу же стал приверженцем этого стиля. В совместном прослушивании данной музыки с друзьями было единогласно решено играть именно в этом стиле, но с разнообразными вариациями.

### Начало. Sinly Dreams и Winterwoman (1995—1998)
К тому времени в ряды группы влились Андрэ (бас-гитара) и Добрый (барабан). К осени 1995 года «Butterfly Temple» приготовили новый материал, между репетициями занимаясь мистическими опытами и ночными психоделическими мистериями. Так же музыканты регулярно посещали святые места дохристианской России и записывали разнообразные домашние проекты авангардного содержания (демо «No More Religion» проекта «Sinly Dreams» и «Великий Пантакль Соломона» проекта «Butterfly Temple»). В это же время ребята начинают и блэк-метал проект «Winterwoman».
1996 год стал переломным для группы. С приходом соло-гитариста Валерия звучание группы утяжелилось, а вскоре музыканты не на шутку увлеклись язычеством и стали воплощать северную мифологию не только в музыке, но и в жизни.
С сентября 1996 года у группы началась активная концертная деятельность. Группа поучаствовала в сборниках: «Железный Марш», «Треш твою мать», «Русские металлические баллады». Начинается гастрольная деятельность по городам России, также записывают два демо «Nahaimal» и «Black Glory», которые бесследно исчезли. В 1997 году музыканты завершают запись единственного демо проекта «Winterwoman». Само демо не привлекло к себе какого-либо внимания со стороны музыкальной общественности, но материал с этого демо в дальнейшем использовался в творчестве группы «Butterfly Temple».
В этом же 1997 году из-за музыкальных разногласий группу покинул Добрый, которого заменил его коллега по ремеслу Энджел, что знаменует собой завершение проекта «Winterwoman». Вместе с Энджелом в начале 1998 года вышло демо «Книга Велеса», которое объединило песни с записей последних двух альбомов. После этого вышло еще одно демо под названием «Голос Крови», включившее в себя новый материал и записанное с участием новой вокалистки Дины.

### Велес (1998—2000)
В октябре 1998 года музыканты наконец-то засели за запись своего первого альбома «Велес». Этим названием участники команды отдали дань времени и истории Руси. Красной нитью альбома проходят фольклорные темы, взятые из «Звездной Книги Коляды» и погружающие слушателей в мир славянских легенд.
В феврале 99-го BT заканчивают запись альбома «Велес», который затем издается собственными силами.

### Колесо Чернобога (2000—2001)
В 2000 году музыканты работают над своим следующим альбомом под рабочим названием «Колесо Чернобога».
В 2001 году группа подписывает контракт с лейблом Irond, который издает «Колесо Чернобога». В этот период, с приходом басиста Александра Никулина, сформировался окончательный состав группы.

### Время Мары (2003—2005)
Приняв непосредственное участие в создании двух полноценных альбомов «Сны северного моря» (2002) и «Тропою крови по воле рода!» (2003), в сентябре 2004 года группу покидает Лесьяр, и Абрей остается единственным вокалистом группы. После нескольких концертов в виде секстета группа решает вернуться к прежней форме: Butterfly Temple берет вокалиста Алексея «Мирона» Миронова, известного по работе в grind/death команде Eternal Sick.
19 мая 2005 года Butterfly Temple выпускают новый альбом, «Время Мары», который вновь выходит на Irond Records и по лицензии Irond на одном из крупнейших российских «мейджеров» «Мистерия Звука».

### За солнцем вслед (2005—2009)
Весной 2006-го в ВТ произошли две значительные перемены: группа рассталась с одним из двух вокалистов, Алексеем Мироновым, и перешла под юрисдикцию компании CD-Maximum (издающей таких исполнителей как Кипелов, Ария, Annihilator, U.D.O., Doro и др.). Группа продолжает работать с одним вокалистом, Абреем, исполняющим отныне все вокальные партии.
Осенью 2006-го Butterfly Temple закончили работу над шестым, и первым концептуальным в своей истории, альбомом «За Солнцем Вслед». На песню «Веды весны» был снят видеоклип .
Осенью 2007 года по семейным обстоятельствам (из-за невозможности дальнейшей постоянной занятости в группе) Butterfly Temple покинул Александр Никулин. Его место занял Николай Коршунов, совмещавший игру в команде с участием в проектах Сергея Терентьева, а также в группах Дом ветров и Gaina.
Следующие кадровые изменения произошли в «Butterfly Temple» в марте 2008 года: группа объявила о начале сотрудничества с вокалисткой Полиной Яшковой, вернувшись, тем самым, к идее совмещения мужского и женского вокалов.

### Земля (2009—2010)
В начале мая 2009 года на лейбле «Sound Age Prod» выходит сплит-альбом «The Butterfly Effect», объединивший команды, созданные бывшими участниками «Butterfly Temple» («Невидь», «Омела», «Путь Солнца»).
В конце октября 2009 года группа объявляет об окончании записи своего седьмого полноформатного альбома «Земля» на студии South Cross Records под руководством Вячеслава Селина («Форсаж», «Артерия»). В записи вновь принял участие Лесьяр, а также Фёдор Ветров («Ветер Воды»). На момент окончания записи контракта с каким-либо лейблом у группы не было.
25 декабря 2009 года группа публикует в Интернете первый сингл с готовящегося альбома. Им стала песня «Деды».
Тем временем вопрос с лейблом благополучно решается и в начале февраля группа объявляет о выходе альбома. Альбом «Земля» был выпущен небольшим московским лейблом Metalism Records 28 февраля 2010 года. Альбом позиционировался как возвращения к корням группы: объединение нынешнего творчества (чистоголосые напевы Абрея) и скриминг первого вокалиста группы (Лесьяра).

### 2011 — настоящее время
7 августа 2011 год Сергей «Абрей» Абрамов заявил, что покидает группу, чтобы сосредоточиться на своей группе Омела. Ему на смену пришел вокалист Александр «Ратияр» Буланов. В 2013 году группу покидает бас-гитарист Николай Коршунов. Его место сессионно вновь занимает Дима Бельф. 
28 декабря 2013 года Ратияр прекратил сотрудничество с группой. По словам Butterfly Temple, в связи с неуважительным отношением к остальным участникам. Сам Ратияр, изложил свою точку зрения, спустя несколько лет, в единственном интервью: (https://poisk-ru.ru/s20910t5.html).
Роль вокалиста вновь берёт на себя Алексей Миронов, давая возможность группе отыграть все запланированные выступления конца 2013 - начала 2014 года.

## Идеология
Участники группы не причисляют себя к деятелям фашистского движения, отражая своей музыкой и лирикой лишь здоровый национализм и национальную гордость.

## Столкновения с общественностью
Музыкальная деятельность группы определённое количество раз прерывалась или вовсе отменялась ввиду увиденных в ней экстремистских взглядов. Так 25 октября 2003 года властями было прервано концертное выступление группы вместе с певицей Кари Руэслоттен, после того как было исполнено пять композиций, а 7 ноября этого же года концерт и вовсе был отменен. Впоследствии участники группы заявляли, что данные инциденты произошли исключительно по вине властей, причисливших группу к фашистскому движению, что совершенно не отвечает истине.

## Коммерческий успех
В конце 2006 года в интервью порталу Heavymusic.ru Абрей на вопрос о доходах ответил так: 
Нас часто называют «коммерческой группой», приписывая нам какие-то баснословные барыши от занятия музыкальной деятельностью. Всё это бесспорно полнейшая чушь, мы не кладём себе в карманы практически ни копейки, все деньги, которые приносят нам музыкальные занятия уходят опять-таки в музыку, на репетиции, покупку инструментов и так далее…Хотелось бы, возможно, изменить эту ситуацию, но пока ситуация с нашим музыкальным рынком такова, что мы не можем позволить себе заниматься только музыкой. У всех у нас семьи, на жизнь мы зарабатываем каждый своим способом, все работают в разных сферах, но вряд ли это кому-нибудь интересно — это уже личная кухня.

## Состав
| Период    | Состав | Пришли                                  | Ушли                                       |  |
| --------- | --- | --------------------------------------- | ------------------------------------------ |  |
| 1995      | - Лесьяр (Алексей Агафонов) — вокал - Авен (Сергей Аванесов) — клавишные - Михаил Шматко — гитара | —                                       | —                                          |  |
| 1996      | - Лесьяр (Алексей Агафонов) — вокал - Авен (Сергей Аванесов) — клавишные - Михаил Шматко — гитара - Валерий Остриков — гитара - Алексей Спорышев — ударные | Остриков, Спорышев                      | —                                          |  |
| 1996—2001 | - Лесьяр (Алексей Агафонов) — вокал - Авен (Сергей Аванесов) — клавишные - Михаил Шматко — гитара - Валерий Остриков — гитара - Алексей Спорышев — ударные - Ксения Маркевич — вокал - Абрей (Сергей Абрамов) — вокал                                                                     | Ксения Маркевич, Абрей (Сергей Абрамов) | —                                          |  |
| 2001—2004 | - Лесьяр (Алексей Агафонов) — вокал - Авен (Сергей Аванесов) — клавишные - Михаил Шматко — гитара - Валерий Остриков — гитара - Александр Никулин — бас - Алексей Спорышев — ударные - Ксения Маркевич — вокал - Абрей (Сергей Абрамов) — вокал                                           | Александр Никулин                       | —                                          |  |
| 2004      | - Абрей (Сергей Абрамов) — вокал - Авен (Сергей Аванесов) — клавишные - Михаил Шматко — гитара - Валерий Остриков — гитара - Александр Никулин — бас - Алексей Спорышев — ударные | —                                       | Лесьяр (Алексей Агафонов), Ксения Маркевич |  |
| 2004—2006 | - Мирон (Алексей Миронов) — вокал - Абрей (Сергей Абрамов) — вокал - Авен (Сергей Аванесов) — клавишные - Михаил Шматко — гитара - Валерий Остриков — гитара - Александр Никулин — бас - Алексей Спорышев — ударные                                                                       | Мирон (Алексей Миронов)                 | —                                          |  |
| 2006—2007 | - Абрей (Сергей Абрамов) — вокал - Авен (Сергей Аванесов) — клавишные - Михаил Шматко — гитара - Валерий Остриков — гитара - Александр Никулин — бас - Алексей Спорышев — ударные | —                                       | Мирон                                      |  |
| с 2007    | - Ратияр (Александр Буланов) — вокал - Авен (Сергей Аванесов) — клавишные - Михаил Шматко — гитара - Валерий Остриков — гитара - Николай Коршунов — бас (после записи сингла «Неизбежность» в 2013 году покидает группу) - Дима Бельф — бас (туры 2010-2014) - Алексей Спорышев — ударные | Николай Коршунов                        | Александр Никулин, Абрей (Сергей Абрамов)  |  |
| с 2014    | - Андрей Матюшенко — вокал - Авен (Сергей Аванесов) — клавишные - Михаил Шматко — гитара - Валерий Остриков — гитара - Виктор Пряжнов — бас - Алексей Спорышев — ударные | Андрей Матюшенко, Виктор Пряжнов        | Ратияр, Николай Коршунов                   |  |

## Дискография
На сегодняшний день группа создала 11 студийных альбомов, сплит и сборник.

### Демо
- 1995 — Великий Пантакль Соломона (не было выпущено)[8]
- 1996 — Nahaimal (Самостоятельно)
- 1997 — Black Glory (Самостоятельно)
- 1998 — Голос крови (Самостоятельно)
- 1998 — Книга Велеса (Самостоятельно)

### Студийные альбомы
- 1999 — Велес (Самостоятельно / Irond Records)
- 2001 — Колесо Чернобога (Irond Records)
- 2002 — Сны северного моря (Irond Records)
- 2003 — Тропою крови по воле рода! (Irond Records)
- 2005 — Время Мары (Irond Records)
- 2006 — За солнцем вслед (CD-Maximum)
- 2010 — Земля (Metalism Records)
- 2012 — Дыхание (Mazzar Records)[9]
- 2015 — Вечность (Mazzar Records)
- 2020 — Волчье Солнце (Kattran Records)
- 2022 — ...Окольное братство нетленного мира (EP) (I.D.L. Records)
- 2024 — Бездна (сингл)

### Сплиты
- 2009 — Эффект бабочки (совместно с группами Омела, Путь Солнца и Невидь)

### Сборники
- 2010 — Солнцестояние (Лучшее за 15 лет) (CD-Maximum)